# Астрильд жовточеревий
Астри́льд жовточеревий (Coccopygia melanotis) — вид горобцеподібних птахів родини астрильдових (Estrildidae). Мешкає в Південній Африці.

## Опис

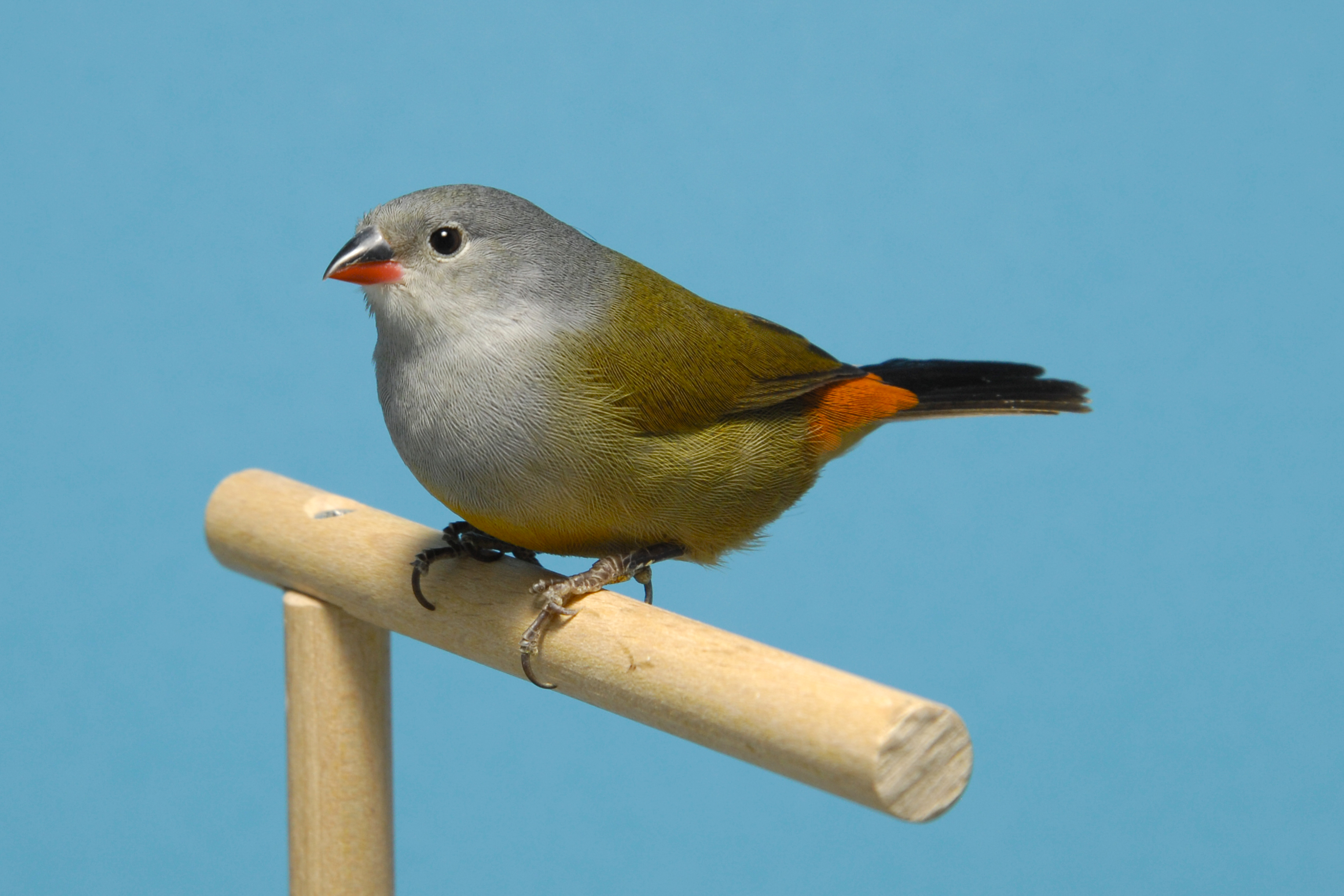
Жовточеревий астрильд

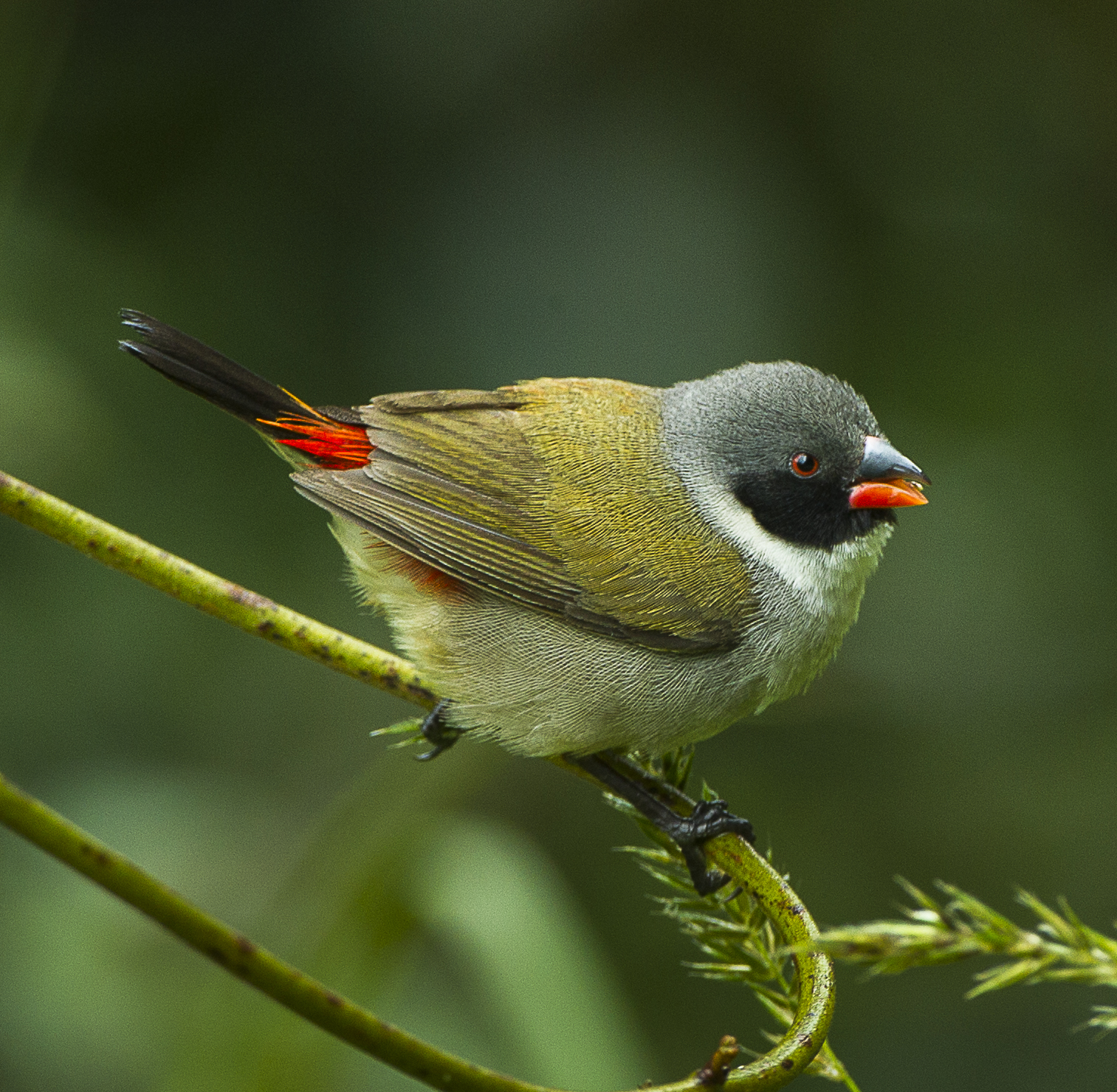
Жовточеревий астрильд

Довжина птаха становить 9-10 см. Голова і спина сірі, горло і груди білувато-сірі, нижня частина грудей, живіт і гузка тьмяно-жовтуваті. Крила коричнювато-оливкові, надхвістя червоне, хвіст чорний. У самців щоки і горло чорні. Очі чорнувато-карі, дзьоб зверху чорний, знизу червонувато-оранжевий, лапи тілесного кольору. Молоді птахи мають більш тьмяне, коричнювате забарвлення, дзьоб у них повністю чорний.

## Поширення і екологія
Жовточереві астрильди мешкають на півдні і сході Південно-Африканської Республіки, в Лесото, Есватіні, на крайньому південному заході Мозамбіку (гори Лубомбо) та на сході Зімбабве. Вони живуть в чагарникових заростях та на сухих і високогірних луках. Зустрічаються невеликими моновидовими сімейними зграйками до 15 птахів, на висоті до 2400 м над рівнем моря. 
Жовточереві астрильди живляться насінням трав, іноді також ягодами і дрібними безхребетними. Сезон розмноження триває з листопада по січень. Гніздо кулеподібне, робиться парою птахів з переплетених сухих травинок, встелюється мохом і пухом, розміщується в густій рослинності, на висоті 1,5 м над землею. В кладці 4-5 білих яєць. Інкубаційний період триває 12-14 днів, насиджують і самиці, і самці, підміняючи один одного вдень, а вночі разом відпочиваючи в гнізді. Пташенята покидають гніздо через 3 тижні після вилуплення, однак батьки продовжують піклуватися про них ще деякий час. Жовточереві астрильди іноді стають жертвами гніздового паразитизму білочеревих вдовичок.